# Ilka Siedenburg
Ilka Siedenburg (* 1969) ist eine deutsche Jazzmusikerin und Musikpädagogin.

## Leben
Ilka Siedenburg absolvierte von 1988 bis 1995 an der Universität Oldenburg ein Lehramtsstudium für die Fächer Musik und Deutsch. Anschließend arbeitete sie als Musikpädagogin und war von 2002 bis 2005 Wissenschaftliche Mitarbeiterin am Sophie Drinker Institut in Bremen.
2007 wurde sie an der Universität Oldenburg mit einer Arbeit zum Geschlechtstypischen Musiklernen promoviert. Von 2008 bis 2010 war sie Lehrerin an der Schule am Leibnizplatz in Bremen. Von 2010 bis 2014 arbeitete Siedenburg als Professorin für Didaktik der Populären Musik an der Hochschule Osnabrück. Seit 2014 ist sie Professorin für Musikpädagogik an der Westfälischen Wilhelms-Universität Münster.
Als Musikerin spielt sie Alt- und Sopransaxophon sowie Bassklarinette. Mit Felix Elsner (Piano) tritt sie gemeinsam als Duo auf und hat bisher drei CDs eingespielt.

## Schriften
- „Früh übt sich …?“ Geschlechtstypische Lernwege von Lehramtsstudierenden mit dem Unterrichtsfach Musik. In: Frankfurter Zeitschrift für Musikwissenschaft. Jahrgang 8, 2005, S. 80–102 (online, PDF; 273 kB).
- Geschlechtstypisches Musiklernen. Eine empirische Untersuchung zur musikalischen Sozialisation von Studierenden des Lehramts Musik. Dissertation. Universität Oldenburg 2007. epOs Music, Osnabrück 2009, ISBN 978-3-940255-01-3.
- Kreatives Musizieren in der Bläserklasse. Wege zum Improvisieren und Komponieren zwischen Jazz und experimentellem Klang. Zusammen mit Georg Harbig (Hrsg.) WWU Münster Verlag 2018.